# 布魯克代爾 (堪薩斯州)
布魯克代爾（英語：Brookdale）是位於美國堪薩斯州拉什縣的一個鬼鎮。

## 歷史
布魯克代爾的郵政局於1875年設立，直到1888年結束營運。

## 地理
布魯克代爾所處的海拔為高於海平面621米（即2037英呎），而該地所採用的時區為UTC-6，即北美中部時區（CST）。同時該地設有夏令時間，為UTC-6調快一小時，即UTC-5（CDT）。